# Pronom donkey
Un pronom donkey (anglais : donkey pronoun, littéralement « pronom d'âne ») est un pronom lié sémantiquement, mais non syntaxiquement,. Certains auteurs préfèrent le terme d’anaphore donkey, car ce sont les aspects et le discours référentiels ou le contexte syntaxique qui sont l'objet de l'intérêt des chercheurs. On utilise aussi les termes de « pronom de type d » ou « de type e » (en anglais d-type / e-type pronoun), exclusivement l'un de l'autre, selon l'approche théorique de l'interprétation qui en est faite. Une phrase qui contient un « pronom donkey » est parfois appelée une « phrase donkey » (donkey sentence).

## Origine du terme
Le terme de donkey pronoun a été créé à partir d'un contre-exemple proposé en 1962 par le philosophe britannique Peter Geach à la proposition d'une représentation formelle généralisée de la quantification dans le langage naturel. L'exemple fut réutilisé par David Lewis (1975), Gareth Evans (1977) et d'autres, et continue d'être mentionné dans des publications récentes. La « phrase donkey » originelle était la suivante :

« Every farmer who owns a donkey beats it. (Tout fermier qui possède un âne le bat). »

— Peter Geach, Reference and Generality
et le « pronom donkey » dans cette phrase est le mot it (le).

## Étude de la phrase-type
Cette phrase est significative car représentative d'une classe de phrases bien formées du langage naturel qui défient les tentatives de génération immédiate de leurs équivalents en langage formel. La difficulté est de comprendre comment les locuteurs analysent la portée de la quantification dans de telles phrases. De surcroît, l'article indéfini un (âne) est normalement considéré comme un quantificateur existentiel, mais la lecture la plus naturelle de la « phrase donkey » oblige à le considérer comme un quantificateur universel enchâssé. D'autres caractéristiques de cette phrase exigent des précautions pour être décrites de manière adéquate.
Les « phrases donkeys » sont grammaticalement correctes : elles sont bien formées et leur syntaxe est normale. Elles possèdent aussi un sens logique, leurs conditions de vérité sont bien définies et leur sémantique n'est pas ambiguë. C'est précisément ce qui les rend intéressantes. La difficulté est d'expliquer comment les éléments syntaxiques aboutissent au résultat sémantique, et ceci d'une manière généralement consistante avec l'usage dans d'autres langues. Ceci pourrait permettre par exemple de programmer un ordinateur pour reformuler avec précision les formes des langages naturels en leur équivalent logique. Mais comment les utilisateurs d'un langage naturel s'accordent-ils, apparemment sans effort, sur le sens de phrases telles que celle-ci ?
On peut envisager différentes manières équivalentes pour décrire ce processus. De fait, Hans Kamp (1981) et Irene Heim (1982) ont proposé indépendamment l'un de l'autre et dans une terminologie différente des explications très similaires, qu'ils appellent respectivement la théorie de représentation du discours (Discourse Representation Theory, DRT) et la théorie du changement du contexte (File Change Semantics, FCS).
En 2007, Adrian Brasoveanu a publié des études sur des équivalents de « pronoms donkeys » en hindi, et une analyse de versions complexes et modales des « pronoms donkeys » en anglais.

## Théorie de la représentation du discours
Les « phrases donkeys » sont devenues des outils de premier plan pour faire avancer la recherche sémantique dans les années 1980, avec l'introduction de la théorie de la représentation du discours. Durant cette période, un effort fut porté sur la résolution des incohérences qui surgissaient lors des tentatives de conversion des « phrases donkeys » en prédicats logiques du premier ordre.
Les « phrases donkeys » présentent dans ce cadre le problème suivant : la traduction systématique de chaque expression existentielle de la phrase en quantificateurs existentiels aboutit à une représentation incorrecte de la phrase, car elle laisse subsister une variable libre y dans l'expression BATTRE(x, y) :
{\displaystyle \forall x\,({\text{FERMIER}}(x)\land \exists y\,({\text{ANE}}(y)\land {\text{POSSEDER}}(x,y))\rightarrow {\text{BATTRE}}(x,y))}
Si l'on essaie d'étendre la portée du quantificateur existentiel, le problème n'en est pas résolu pour autant :
{\displaystyle \forall x\,\exists y\,({\text{FERMIER}}(x)\land {\text{ANE}}(y)\land {\text{POSSEDER}}(x,y)\rightarrow {\text{BATTRE}}(x,y))}
Dans ce cas, la traduction logique échoue à rendre les conditions de vérité correctes pour les « phrases donkeys » : imaginez une situation dans laquelle un fermier possède un âne et un cochon, et ne bat aucun des deux. La formule sera vraie dans cette situation, car pour chaque fermier nous devons trouver au moins un objet qui, soit n'est pas un âne possédé par le fermier, soit est battu par le fermier. Par conséquent, si cet objet est le cochon, la phrase sera vraie dans cette situation.
La formulation suivante semblerait à première vue mieux adaptée :
{\displaystyle \forall x\,\forall y\,({\text{FERMIER}}(x)\land {\text{ANE}}(y)\land {\text{POSSEDER}}(x,y)\rightarrow {\text{BATTRE}}(x,y))}
Malheureusement, cette formulation entraîne un sérieux problème d'incohérence. Les indéfinis doivent dans certains cas y être interprétés comme des quantificateurs existentiels, et dans d'autres cas comme des quantificateurs universels, sans que l'on puisse apparemment définir de règle.
La solution proposée par la théorie de la représentation du discours peut être esquissée comme suit : la fonction sémantique commune d'un syntagme nominal non anaphorique est d'introduire un nouveau référent, qui devient à son tour disponible pour relier des expressions anaphoriques. Il n'y a pas de quantificateurs introduits dans la représentation, ce qui tranche donc le problème rencontré par les formulations logiques.